# Puig Occidental de Coll Roig
El Puig Occidental de Coll Roig és una muntanya de 2.833 m d'altitud situada al massís del Carlit, concretament al límit entre els termes comunals de Dorres i Portè, tots de l'Alta Cerdanya, a la Catalunya del Nord.
Està situat a la zona nord-oest del terme comunal d'Angostrina i Vilanova de les Escaldes i al nord del de Dorres. És a ponent del Puig Oriental de Coll Roig, bastant a prop al sud-oest del Carlit.
És destí freqüent de moltes de les rutes d'excursionisme del Massís del Carlit.
Aquest cim està inclòs al llistat dels 100 cims de la FEEC